# 서태지
서태지(본명: 정현철, 본명 한자: 鄭鉉哲, 1972년 2월 21일 ~ )는 대한민국의 음악가, 싱어송라이터이다. 문화 아이콘 중 한 명으로 성장했으며, 많은 사람들이 그를 "문화의 대통령"이라고 부른다.

## 학력
- 서울재동국민학교 (졸업)
- 대동중학교 (폐교 / 졸업)
- 서울북공업고등학교 (중퇴)

## 생애

### 어린 시절 (1972년 ~ 1989년)
서태지는 1972년 2월 21일 서울특별시 종로구 가회동에서 1남 1녀 중 둘째로 태어났다. 그의 집안은 구한말시절 군인이었던 증조부 이래로 줄곧 종로구에서 거주하였다. 서울재동국민학교를 거쳐 대동중학교(지금은 폐교) 2학년 때인 1983년에 친구들과 ‘하늘벽’이라는 밴드를 만들었으며, 음악에 심취하여, 열정과는 달리 가출을 자주 하며, 중학교 3학년 때는 전체 537명 중 꼴찌를 할 정도로 공부와는 멀어지게 되었다.
이듬해 1985년 서울북공업고등학교(건축과, 현 학교명: 서울도시과학기술고등학교)에 입학한 그는 음악과 학교생활을 병행하는 건 맞지 않다는 결심을 하게 되고, 부모님을 끈질기게 설득한 끝에 자퇴서를 제출하고 중퇴를 하였다. 그후 대학로를 전전하다가, 멤버 구인광고를 보고 ‘활화산’이라는 밴드에 합류하게 되었다. 하지만, 활동을 채 하기 전에 해체가 되고, 이후 그는 당시 신중현이 운영한 록 카페인 '우드스탁'에서 이중산을 만나 그의 밴드에서 베이시스트로 잠시 활동하게 되었다. 그러던 어느 날, 그의 연주를 유심히 본 시나위의 리더 신대철에게 스카우트되었다.

### 시나위(1989년 ~ 1990년)
신대철에게서 스카우트된 서태지는 18세 때인 1989년 시나위에 합류하여 베이시스트로 활약하였다. 당시 시나위의 보컬은 김종서였다.
당시 시나위는 최고의 밴드로 이름이 널리 퍼졌지만, 방송 출연은 1년에 한두 번이 고작일 정도였고, 리더 신대철과의 의견 대립 등으로 말미암아 넷째 음반 Four의 활동을 끝으로 시나위는 잠정 해체되었다. 이후 서태지도 자신의 길을 모색하기 시작하였다.

### 서태지와 아이들(1~4집)의 인기몰이 및 잠정 은퇴 (1991년 ~ 1996년)
시나위의 해체 이후 새로운 음악 활동을 모색하던 서태지는 1991년에 양현석, 이주노를 만나 서태지와 아이들을 결성하고 1992년 4월 1집 《난 알아요》를 발표하였다. MBC의 《특종! TV 연예》를 통해서 화제를 모은 그들은 방송 3사의 가요 순위 프로그램을 모두 석권하였으며, TV 저널 올해의 스타상, 서울가요대상 최고 인기상, 스포츠서울 올해의 가수상, 대한민국 영상음악 대상, 골든디스크상, MBC 10대 가수 가요제 최고 인기 가요상과 신인 가수상, KBS 가요대상 15대 가수상 등 그해 가요계에 부여된 모든 상을 휩쓸었고 《난 알아요》는 데뷔 음반으로는 최다판매량인 170만 장의 판매량을 기록했다.
1993년 6월에 발표된 2집은 첫 활동 곡으로 〈하여가〉를 발표하여 국내 최초로 200만 장 이상의 판매량을 기록했으며 다시 한번 각 방송사 및 언론사의 가요 프로그램 1위를 휩쓸었다. 그리고 1994년 8월에 3집을 발표하였다. 3집에는 기존 음반에서는 볼 수 없는 강한 사회적 메시지가 수록되었고 통일을 다룬 〈발해를 꿈꾸며〉의 성공과 교실 이데아 소동 등 크나큰 주목을 받았다. 또한, 1992년 ~ 1995년에는 환경 문제를 주제로 당대 아티스트들이 모인 환경 콘서트인 《내일은 늦으리》에 참가하여 환경 문제에 목소리를 더했다. 일본에도 진출하여 1994년에는 일본판 음반을 발매하였다.
3집에서 댄스적인 색채를 없애고 록, 메탈 등을 선보인 서태지와 아이들은 1995년 10월 4집을 발매함과 동시에 갱스터 랩 스타일의 〈컴백홈〉으로 활동을 시작하였다. 〈컴백홈〉 방송 출연 당시 립싱크 공연 때에 마이크를 아예 소지하지 않는 등의 파격 행위도 이어졌다.
1995년 12월에 큰 활약을 펼친 후에도 길거리에서 게릴라 콘서트를 펼쳐 〈필승〉의 뮤직비디오를 제작하는 등 인기몰이를 계속하였으나, 1996년 1월 19일에 MBC 《인기가요 베스트50》에서 방송된 공연을 끝으로 활동을 돌연 중단하였다. 1996년 1월 31일에는 성균관대학교 유림회관에서 기자회견을 하고, “새로움에 대한 부담과 이에 따른 창작의 고통, 그리고 화려할 때 미련없이 떠난다.”라는 말을 남기고 돌연 그룹 해체와 잠정 은퇴를 발표하며 미국으로 떠났다. 이날 서태지와 아이들의 해체 그리고 잠정 은퇴 소식은 전 사회적인 충격으로 다가왔으며 각 방송사 9시 뉴스의 메인 뉴스가 되었고, 각 일간지의 일면을 장식했다. 서태지와 아이들 멤버 3명은 기자회견을 마친 뒤 곧바로 《Goodbye》 뮤직비디오 촬영장으로 이동하였고, 촬영을 끝낸 뒤에는 헬기편으로 김포공항에 도착해 괌으로 출국하였으며 그 곳에서 각자의 목적지로 흩어졌다. 1996년 2월에는 베스트 음반 'Goodbye Best'를, 1996년 6월에는 싱글 '시대유감'을 발표했다.

### 미국체류와 결혼 첫 솔로 음반, 5집 (1997년 ~ 1999년)
한편, 2008년 제작된 《북공고 1학년 1반 25번 서태지》에 따르면, 서태지는 잠정 은퇴 이후 미국으로 떠나 1년간 아무런 음악적 활동을 하지 않고 휴식을 취했다고 나온다.
잠정 은퇴 한지 2년후 1998년 7월 7일 서태지는 갑자기 첫 번째 솔로 음반을 발표했다. 훗날 서태지는 당시를 회고하며 “은퇴를 선언했을 때 음악과 무관한 삶을 살 수 있을 줄 알았지만 1년의 휴식 끝에 음악을 계속할 수밖에 없었다.”라고 밝혔다. 또한, 첫 솔로 음반을 발표할 당시 “연예인으로는 은퇴한 서태지가 음악가로서 팬들에게 보내는 선물이 되기를 바란다.”라고 하였다. 이 음반은 아무런 제목도 없이 Seo Tai Ji (서태지)라는 이름만 적혀 있었으며, 수록된 6곡의 노래 모두 특정한 제목이 없는 상태에서 그대로 발매되었다. 이 앨범은 6곡의 노래와 3곡의 간주곡이 담긴 28분짜리 소형 음반으로, 보라색 케이스에 담겨 발매되었다. 팬들은 이 음반을 솔로 1집으로 부르지 않고 ‘5집’으로 부른다.
얼터너티브 록 장르의 5집 음반은 100만 장 이상의 판매를 올리며 큰 성공을 거두지만, 은퇴 번복과 짧은 러닝타임 문제 때문인 논란에 휩싸여 음악 자체에 대한 평가보다는 서태지의 지지자와 반대자의 논쟁이 주를 이루게 되었다.  서태지의 반대자들은 28분짜리 EP 수준의 음반을 정규 음반의 가격으로 판매했다는 점을 지적했는데, 서태지는 자신의 메시지가 담긴 몇 줄의 이메일과 컴퓨터 영상으로 제작된 뮤직비디오 발표 이외에는 아무런 활동을 하지 않았으며 자신을 둘러싼 논란에 대한 일체의 반응도 하지 않았다. 방송 출연을 하지 않은 것은 물론 인터뷰 역시 이메일로 진행된 짧은 서면 인터뷰로 대신하였다.

### 본격적 복귀(6집)와ETPFEST(2000년 ~ 2002년)

2000년 컴백 당시 포스터

은퇴 선언 후 4년 7개월 만인 2000년 8월 11일에 서태지가 인터넷 팬사이트를 통해 컴백을 알렸고 2000년 8월 29일 김포공항을 통하여 미국에서 귀국하여 통산 6집을 발매하며 대중 앞에 모습을 드러냈다. 이 날 김포공항은 수천 명의 팬들과 수백 명의 기자들로 마비상태가 되었으며 당시 미국에서 유행하던 뉴 메탈을 시도한 음악들은 많은 화제가 되었다. 서태지는 한국 도착 직후 사서함을 개설하여 팬들에게 귀국 인사를 했다. 서태지가 컴백 직후 가진 콘서트인 《20000909 서태지 컴백콘서트》는 추석특집으로 MBC에 방송되었고, 최고의 시청률을 기록하며 일요일에 재방송까지 하였다. 2001년 《서머 소닉》에 참여한 후, 한국에서도 대규모 록페스티벌인 ETPFEST(Eerie Taiji People FESTival: 괴기한 태지 사람들의 축제, 이티피페스트)라는 대규모 록페스티벌을 개최하였다.
서태지 6집은 140만 장의 판매고(서태지닷컴에 의한 기록)를 기록하면서 통산 음반 판매량은 1천만 장을 넘겼다. 6집 활동을 마친 뒤 일본으로 출국했고, 2002년 다시 한번 ETPFEST 2002을 개최하며 국내에 들어왔다. 2002 ETPFEST는 서태지의 데뷔 10주년을 기념하는 의미로 치러졌다. 이 콘서트에서는 지난 1998년 요절한 X JAPAN의 히데가 영상으로 참여하여 화제가 되었으며 서태지는 히데의 유족들에게 생전 히데가 사용하던 기타를 선물받았다. 이 콘서트에는 리쌍, NELL, 디아블로 등이 참여하였고 한 때 서태지와 아이들로 함께 활동했던 양현석이 이끄는 YG Family도 참여하였다. 서태지는 2일차 공연 헤드라이너로 무대에 올라 《난 알아요》, 《시대유감》, 《Come Back Home》 등 역대 히트곡들의 록 편곡 버전을 최초로 공연했다.
2002년 4월 27일, 서태지의 팬클럽은 88체육관에서 서태지 데뷔 10주년 기념콘서트를 열었다. 3~4부로 나뉘어 진행된 콘서트에는 여러 인디 가수들이 참석하여 공연했고, 서태지는 직접 공연하지 않았다. 대신 2002년 10월 16일 KMTV에서 방영된 10주년 스페셜 다큐 《10월의 전설 - 서태지》에 출연하여 특집 인터뷰를 가졌다.
2003년 2월, 서태지는 10주년 기념 음반 성격의 라이브 & 리레코딩 앨범을 내놓았다. 이는 서태지가 6집 앨범의 수록곡 전체를 재녹음한 것으로, 이 앨범에는 지난 2002 ETPFEST 당시 라이브 곡들도 수록되어있다. 3월에는 도쿄에서 이라크 전쟁을 반대하는 반전 성명서를 팬사이트를 통해 발표하였다.

### 7th Issue(2004년 ~ 2007년)
2004년 1월 사회적인 메시지 등을 담은 7집 음반 Seotaiji 7th Issue를 발표하였다. 1월 24일 김포공항을 통해 귀국한 뒤 컴백 공연이었던 2004 Live Wire에서 그는 콘(KoЯn), 피어 팩토리(Fear Factory) 등 유명 해외 뮤지션과 합동 공연을 벌여 화제를 불러일으켰다.
2004년 2월 10일, 서태지는 김대중도서관을 방문하여 김대중 전 대통령을 접견했다. 김 전 대통령은 서태지와 아이들 시절 3집 수록곡 《발해를 꿈꾸며》 에 대해 관심을 갖게 된 것을 계기로 서태지와 인연을 맺었다. 서태지는 이 날 만남에서 자신의 싸인이 들어간 7집 앨범을 선물하였으며 국민의 정부 시절 문화정책과 김 전 대통령이 문화에 대해 가진 관심에 대한 감사를 표했다. 김 전 대통령은 7집 컴백스페셜 다큐에도 직집 출연하여 서태지와의 인연과 음악에 대한 자신의 견해를 밝혔다.
서태지 자신은 이 앨범에 담긴 노래의 장르를 ‘감성코어’로 명명했다. 4년의 공백을 불식시키듯 50만장에 가까운 판매고를 올리며 그 해 최다 음반 판매량을 기록하여 건재함을 과시하였다. 2004년 5월 8일에는 러시아 블라디보스토크에서 한·러 수교 120주년을 기념하여 ‘서태지 라이브 인 블라디보스토크’를 개최하였다. 이때 서태지는 블라디보스토크에 ‘지신허 마을 옛터’라는 러시아 한인이주 기념비를 헌정하였다.
이후 8월에는 ETPFEST를 진행하였으며, "Watchout" 와 라이브 실황 음반인 Live Tour Zero 04를 발매한 후 다시 다음 음반을 작업하기 위해 인도로 출국하였다. 2005년까지 서태지 7th Issue는 50만 장의 판매량을 올린 것으로 한국음반협회에 보고된 상태이다. 2004년 음반판매량 1위를 기록하였지만, 같은 해 연말 가요 시상식에 불참하여 수상은 하지 못했다.
서태지는 은퇴 이후 미국으로 건너가 2000년 미국 영주권을 취득하였으나, 2004년 1월 7집 컴백을 앞두고 영주권을 포기하였다. 이에 서태지컴퍼니 측은 영주권 갱신 기간 내 갱신을 하지 않아 자동 만료된 것이라며, 그동안 일본에 머문만큼 미국에서 더 이상 영주할 의사가 없어 포기하게 되었다고 밝혔다.
2007년 12월 1일 한정판 데뷔 15주년 기념 앨범 발매 기념 공연을 벌였으나, 서태지 자신은 출연하지 않고 후배 뮤지션들의 공연으로 채워졌다.

### 8th Atomos(2008년 ~ 2009년)
싱글1 (8th Atomos Part Moai) 활동 (2008년 7월~2008년 12월)
2008년 7월 초 코엑스 상공에서의 UFO 동영상, 충청남도 보령에서의 미스터리 서클 등의 일련의 사건들이 서태지가 만들었다는 것이 밝혀지면서 8집에 대한 윤곽이 잡히기 시작했으며 서태지는 서태지닷컴을 통해 글을 남겨 8집 발매를 앞뒀음을 암시했으며 코엑스에서의 UFO 구조물을 설치하여 더욱더 기대감을 모았다. 또한, 서태지닷컴을 비롯한 문화방송의 〈쇼 음악중심〉에선 매주 서태지의 티저영상을 방송하였다.
2008년 7월 29일 서태지는 8집 정규 음반 발매 이전에 싱글 음반인 ATOMOS PART MOAI를 우선 발매하였다. 발매와 거의 동시에 10만 장이 전부 선예약주문으로 팔려나가는 진기록을 세워 추가로 5만 장을 추가 제작하였다고 밝혔다.
또한 2008년 7월 29일에는 MBC 일산 드림센터에서 MBC에서 방영될 컴백스페셜을 위한 미니콘서트를 개최하였고, 8월 1일에는 코엑스에서 ‘게릴라 콘서트’를 열었다. 이후 8월 6일 문화방송에서 방영된 〈서태지 컴백스페셜 - 북공고 1학년 1반 25번 서태지〉에서 첫 번째 싱글 곡인 "Moai"의 뮤직비디오를 공개하는 등 본격적인 8집 활동을 시작하였다.
서태지는 이번 앨범을 네이처 파운드(Nature Pound)라는 신조어를 이용해 소개하고 있다. 이에 대해 서태지는 “자연과 여행을 주제로 이 같은 장르를 만들었다.”, “자연을 심장처럼 두드린다는 표현”이라며 ‘쪼개다.’, ‘부수다.’라는 어감도 좋다고 하여 ‘네이처 파운드’라는 이름을 지었다고 한다.
8월 14일, 8월 15일에는 마릴린 맨슨, 더 유즈드, 드래곤 애쉬 등이 참여한 2008년 ETPFEST를 개최하였다. 9월 27일에는 톨가 가쉬프와 함께 서울월드컵경기장에서 〈더 그레이트 2008 서태지 심포니〉 공연을 했다. 12월 7일에는 톨가 가쉬프와 함께 베토벤 바이러스의 모델로 알려진 성남시립오케스트라와 〈서태지 심포니 앙코르〉 공연을 하였다.
"T`ik T`ak"의 뮤직비디오를 제작했으며, 영화 《20세기 소년》과 공동프로모션으로 CGV 극장에서 뮤직비디오가 선행 공개되었고 이후 곰TV를 통해 일반에게 공개했다. 이후 서태지는 10월 1일에 KTF를 통해 서태지폰을 출시하여 두 번째 싱글 ATOMOS PART SECRET의 1번 트랙인 "BERMUDA Triangle"를 선공개하고 10월 24일에 뮤직비디오와 음원을 배포했다.
2008년 11월 30일 서태지는 《SBS 인기가요》 프로그램에 출연하여 본격적인 공중파 활동을 시작했다. 이후 서태지는 12월 6일에 MBC에서 방영하는 《쇼 음악중심》, SBS에서 방영하는 《인기가요》에 출연하였다. 여기서 서태지는 "Human Dream"의 ‘쫄핑크 댄스’를 통해 서태지와 아이들 4집 이후 10여 년 만에 댄스가수로서의 면모를 다시 선보였다.
"Human Dream"의 뮤직비디오는 12월 12일 방송된 MBC 에브리원 《신해철의 스페셜 에디션》 1회에 처음 공개되었다. 이 뮤직비디오는 블록버스터급의 뮤직비디오로 부산 벡스코 앞에서 대규모 폭발 장면을 촬영한 것으로 알려졌었다. 이후 파이널 에피소드는 곰TV를 통해 공개됐다. 현재까지 서태지의 8집 첫 번째 싱글 앨범은 20만 장 이상의 판매량을 기록하였다.
2008년 12월 31일 서태지는 'Adieu 2008 쫄핑크파티 with 태지'라는 타이틀로 서울 하얏트 호텔 그랜드볼륨에서 1,000여명의 팬들과 함께 연말 송년파티를 열었다. 이날 팬들에게 받은 물품들을 기증받아 나눔바자회도 함께 실시하여 수익금 224만 6000원 전액을 한국청각장애인복지회 청음회관에 기부하였으며, 팔리지 않은 물품은 아름다운가게에 기부하였다.
싱글2 (8th Atomos Part Secret) 활동 (2009년 2월~2009년 6월)
2009년 2월 22일 ‘Missing Taiji’라는 실종 컨셉으로 여러 마케팅을 진행했으며, 이 과정에서 실종 소동이 일어나기도 했다. 3월 10일 서태지는 둘째 싱글인 ATOMOS PART SECRET을 발매하였다. 둘째 싱글은 선주문 10만 장을 돌파했으며, 공식 집계로는 예약판매 포함 13만 장을 넘어섰다. 그리고 3월 14일과 15일에는 올림픽 공원에서 두 차례 ‘WORMHOLE’이라는 콘서트를 열었다. 가요 프로그램 《쇼! 음악중심》과 《인기가요》에 출연하여 "Juliet"와 "Bermuda (Triangle)"를 불렀으며, 특히 데뷔 후 최초로 케이블 음악 프로그램인 《M! 카운트다운》에 출연함으로써 둘째 싱글의 공식적인 활동을 마쳤다. 또한 싱글1과 싱글2를 합친 음반 판매량은 25만 장을 넘어섰다.
8집 정규음반(8th Atomos) 발매 및 전국투어(2009년 7월~2009년 8월)
서태지는 2009년 6월 13일에 7집의 Live Zero Tour '04 이후로 5년 만에 전국 투어를 시작했다. 이번 전국 투어의 타이틀은 The Möbius(뫼비우스의 띠)로, 용산 전쟁 기념관에서 시작해 전국 9개 도시(부산 사직 실내체육관, 대구 월드컵 경기장, 대전 무역 전시관, 인천 삼산 월드 체육관, 일산 킨텍스, 성남 실내 체육관, 안양 실내 체육관, 광주 염주 체육관 순서로)를 순회했다. 서태지는 용산 전쟁 기념관에서 처음으로 정규 8집에 실린 신곡 2곡(Replica, 아침의 눈)을 선보였고, 7월 1일 서태지 정규 8집 Seotaiji 8th Atomos가 발매되었으며 10만장에 가까운 판매량을 기록하였다. 싱글1과 싱글2에 수록된 곡들이 그대로 포함되어있어 약간의 논란이 있었으나, BERMUDA (TRIANGLE)과 같은 곡은 싱글에 수록된 곡에 비해 정규 앨범에 수록된 곡의 퀄리티가 월등히 뛰어나다는 평가를 받으며 논쟁은 일단락되었다. 앨범 전곡 리마스터링, 부분 재녹음이 이뤄졌으며 지금까지 발매된 8개의 정규 앨범중 가장 긴 러닝타임이다.
2009년 7월 25일에 전국 투어를 마친 서태지는 2009년 8월 15일에 잠실종합운동장 내 보조경기장에서 열리는 2009년 ETPFEST에 참가했다. 이번 ETPFEST에는 림프 비즈킷, 나인 인치 네일즈, 킨, 피아, 검엑스 등이 참가했다.
그리고 2009년 8월 29일과 8월 30일에 열린 The Möbius Encore 콘서트를 마지막으로 8집 활동을 끝마친 서태지는 당분간 휴식을 취했다.
8집 공백기 시작 (2009년 9월~2014년 10월)
2009년 10월 2일에는 8월 15일에 열린 09 ETPFEST를 SBS에서 방영했다.
2009년 12월 24일에는 2008년 9월 27일 있었던 서태지 심포니 공연 실황 CD를 발매했다.
2010년 1월 22일~2월 4일에는 2008년 9월 27일 상암 월드컵 경기장에서 3만 5천명과 함께했던 서태지 심포니 공연 실황과 공연 후기가 담긴 〈서태지 심포니〉가 2주간 한정상영으로 코엑스 메가박스 서태지 M관에서 개봉되었다. 국내 가수로는 최초의 콘서트 영상 유료상영의 기록을 남겼으며, 영화진흥위원회 공식집계로 2주동안 일일 최다관객수 2,138명, 전체 누적관객수 16,013명으로 국내 단관개봉 영화사상 최고의 관객 동원스코어를 기록하였다.
2010년 2월 23일에는 2008년 9월 27일 있었던 서태지 심포니 공연 실황과 공연 후기가 담긴 〈서태지 심포니〉가 일반판 블루레이 및 DVD 형식으로 발매되었다.
2010년 5월 21일~6월 27일에는 2009년 8월 30일에 있었던 The Mobius Encore 공연 실황이 담긴 〈The Mobius〉가 코엑스 메가박스 서태지 M관(5/21~6/13)에서 개봉되었다. 기존 MBC에서 상영했던 〈서태지 심포니〉와는 달리 미공개 컨텐츠였기 때문에 예매율이 높아 메가박스에서 유래없는 풀타임상영(쉬는 시간없이 9회차 내리 상영)을 하는 진기록을 세웠으며, 지방관객들을 위해 부산 서면 메가박스(6/19~6/27)에서 연장상영을 실시하게 되었다. 그 결과 영화진흥위원회 공식집계로 일일 최다관객수 3,578명, 전체 누적관객수 31,879명이 관람하여, 종전 서태지심포니(16,013명)가 세운 단관사상 최고 기록을 거의 더블 스코어로 다시한번 갱신하였다.
2010년 7월 16일에는 2009년 6월 13일부터 시작된 2009 Seotaiji Band Live Toue (The Mobius) 공연 실황앨범이 발매되었다.
2011년 9월 19일에는 서태지 8집 뮤직비디오를 찍은 여정을 모두 담은 DVD, 블루레이 'Seo taiji 8th Atomos The film' 가 1만개 초판한정으로 발매되었다.
2012년 7월 27일부터 7월 29일에는 영등포 CGV에서 서태지 8집:398일의 기록 (SEOTAIJI RECORD OF THE 8TH [398], 2012) 이 상영되었다.
2012년 7월 30일에 서태지 8집:398일의 기록 {SEOTAIJI RECORD OF THE 8TH (398), 2012}이 DVD&블루레이 합본 1만개 초판한정으로 발매되었다.
2012년 12월 1일부터 12월 9일에는 20년전 팬들과의 약속을 지키기 위해 CGV 영등포점 6층에 서태지 카페를 마련했으며 지방(대구, 광주, 부산, 제주도)엔 커피버스를 보내 팬을 인증하는 팬분들께 아메리카노 1만잔을 제공하였다. 그와 동시에 〈서태지 특별 상영 주간〉이 진행되어 서태지밴드 라이브 콘서트 ‘태지의 화', 서태지밴드 라이브 투어 ‘제로', 서태지 심포니, 서태지밴드 라이브 투어 ‘더 뫼비우스' 공연실황이 상영되었다.
2012년 12월 4일에 아이튠스 서태지 아티스트 페이지가 오픈하였고 iTunes LP가 포함된 seotaiji & 20 스페셜 에디션 음원의 프리오더가 진행, 20일에 정식 출시되었다.
2012년 12월 21일에 SEOTAIJI & 20 “우리 여기 있어요” DVD 93 마지막 축제 Re-Edit 95 다른 하늘이 열리고 Original DVD가 1만개 한정으로 발매되었다.
2013년 5월 3일부터 5월 5일에는 영등포 CGV에서 ETP FESTIVAL 08X09 SEOTAIJI가 상영되었다.
2013년 5월 10일부터 5월 12일에는 영등포 CGV에서 ETP FESTIVAL 08X09 SEOTAIJI가 추가상영되었다.
2013년 5월 28일에 ETP FESTIVAL 08X09 SEOTAIJI가 DVD&블루레이 합본으로 발매되었다.

### Quiet Night(2014년 10월 ~ 2015년 3월)
2014년 10월 2일 9집 '콰이어트 나이트(Quiet Night)에 수록된 곡이자 서태지가 작사·작곡한 노래인 소격동을 선발매했고 10일 서태지 본인이 부른 버전을 발매했다.
2014년 10월 16일에는 서태지의 9집 '콰이어트 나이트(Quiet Night)의 타이틀곡인 Christmalo.win(크리스말로윈) 이 공개되었다. 또한 10월 18일에는 서태지의 9집 컴백 콘서트가 진행되었다. 이는 서태지의 9집 '콰이어트 나이트(Quiet Night)'를 최초로 공개하는 자리로, 선공개된 '소격동'을 포함한 신곡과 서태지의 대표곡 라이브 및 아이유, 바스코, 스윙스 등과 함께하는 다양한 합동 무대로 구성되었다. 네이버는 신곡을 포함한 3곡의 라이브와 서태지의 메시지가 담긴 특별 영상, 사전 공연 무대 등 공연 전반부를 오후 6시 30분부터 생중계하였다. 서태지 9집 타이틀곡 '크리스말로윈'의 드라마 버전 뮤직비디오도 최초로 공개되었다. 

## 음반
지금까지 서태지는 시나위로 1장, 서태지와 아이들로 4장, 솔로 활동으로 5장의 정규 앨범과 2장의 싱글 음반을 발표하였다.
서태지 자신은 서태지와 아이들 때부터 정규앨범을 계산하여 자신의 솔로 앨범은 5집, 6집 하는 식으로 부른다.
발표하는 앨범마다 한국에서는 소개되지 않은 해외의 영향력 있는 음악 장르들이었던 갱스터 랩(gangster rap), 뉴 메탈(nu metal), 랩 메탈(rap metal) 등을 선보였으며, 동시에 자신의 음악적 뿌리인 헤비메탈 음악에 대한 꾸준한 사랑으로 커다란 대중적, 음악적 반향을 일으켰다.
또한, 통일 문제, 교육제도, 청소년 가출, 사전심의제도, 음악산업, 낙태 문제 등을 다룬 사회적인 가사로 큰 영향력을 행사하여, ‘문화 대통령’이라는 별명까지 얻는다.
정규 앨범 외에도 다수의 라이브 앨범과 베스트 앨범을 발표한 서태지는 8집에서 2개의 싱글과 하나의 앨범을 발매하는 방식으로 전곡을 타이틀곡화했으며, 직접 만든 새로운 장르인 네이쳐 파운드(nature pound)를 도입했다.
- 서태지와 아이들 1집 (1992)

1. Yo! Taiji
2. 난 알아요
3. 환상 속의 그대
4. 너와 함께한 시간 속에서
5. 이 밤이 깊어가지만
6. 내 모든 것
7. 이제는
8. Blind Love (English ver.)
9. Rock'N Roll Dance
10. Missing

- 서태지와 아이들 2집 (1993)

1. Yo! Taiji
2. 하여가(何如歌)
3. 우리들만의 추억
4. 죽음의 늪
5. 너에게
6. 수시아(誰是我)
7. 마지막 축제
8. 우리들만의 추억 (Inst.)

- 서태지와 아이들 3집 (1994)

1. Yo! Taiji
2. 발해를 꿈꾸며
3. 아이들의 눈으로
4. 교실 이데아
5. 내 맘이야
6. 제킬박사와 하이드
7. 영원(永遠)
8. 발해를 꿈꾸며 (Inst.)
9. 널 지우려 해

- 서태지와 아이들 4집 (1995)

1. Yo! Taiji
2. 슬픈 아픔
3. 필승(必勝)
4. Come Back Home
5. 시대유감(時代遺憾)
6. 1996, 그들이 지구를 지배했을 때
7. Taiji Boys
8. Good Bye (Inst.)
9. Free Style
10. 이너비리스너비

- 5집 Seo Tai Ji (1998)

1. Maya
2. Take One
3. Take Two
4. Radio
5. Take Three
6. Take Four
7. Lord
8. Take Five
9. Take Six (+ Hidden Track)

- 6집 TAI JI (2000)

1. 아이템
2. 탱크
3. 오렌지
4. 인터넷 전쟁
5. 표절
6. 대경성
7. 레고
8. 울트라맨이야
9. ㄱ나니
10. 너에게 (Hidden Track)

- 7집 7th Issue (2004)

1. Intro
2. Heffy End
3. Nothing
4. Victim
5. DB
6. Live Wire
7. 로보트
8. Down
9. 10월 4일
10. F.M Business
11. 0(Zero)
12. Outro
13. Watch Out ([&] SEOTAiJi 15TH ANNiVERSARY)

- 8집 8th Atomos (2009)

1. Moai
2. Human Dream
3. T'ik T'ak
4. Bermuda (Triangle)
5. Juliet
6. Coma
7. Replica
8. 아침의 눈
9. Moai (RMX)
10. T'ik T'ak (RMX)
11. Bermuda (RMX)
12. Coma (Nature)

- 9집 Quiet Night (2014)

1. Into
2. 소격동
3. Christmalo.win
4. 숲 속의 파이터
5. Prison Break
6. 90's Icon
7. 잃어버린
8. 비록(悲錄)
9. 성탄절의 기적

## 공연과 방송
서태지와 아이들 1집 시절, 매니저의 무분별한 방송 스케줄 구성으로 양질의 공연을 선보이지 못한다고 판단한 서태지는 매니저와 결별하고, 2집 이후로는 각종 예능·교양 프로그램의 출연을 직접 선별하여 출연하였다. 방송사의 출연요청을 거절하는 것 역시 당시 상상도 못할 일이었으나, 대중의 절대적인 인기와 서태지의 프로정신을 바탕으로 이루어질 수 있었다.
서태지 솔로활동 이후부터는 공연을 직접 기획·출현하는 방식 위주로 활동하고 있으며, 방송활동은 공연을 편집하여 내보내는 형식을 취하고 있다. 기존 방송프로그램의 게스트 출연보다는 컴백콘서트, ETP FESTIVAL, 전국투어 콘서트 등의 단독 특집 프로그램을 통하여 출연하는 편이며, 활동기마다 사전녹화방식을 통하여 방송 3사의 가요프로그램에도 출연하고 있다. 또한, 관련 서적과 같은 의미로 서태지를 분석한 프로그램이 많다. 다음 방송 목록 중 서태지와 아이들의 각종 음악 프로그램과 시상식은 제외했다.

### 1. 공연
서태지가 직접 기획하지 않은 콘서트에는 '참가'라고 표시하였다. 그 외 모든 공연은 서태지가 직접 기획·출연한 단독 콘서트이다.
ETPFEST, 위성콘서트, 러시아 블라디보스토크 콘서트, 심포니 협연 등 다양하고 실험적인 공연으로 한국 공연문화 및 대중문화 발전에 큰 영향을 미치고 있다. 

#### 1집(1992년)
- 《'92 서태지와 아이들 라이브 콘서트》(8월 16일)
- 환경보전 콘서트 92 내일은 늦으리 참가, '나를 용서해주오' 발표

#### 2집(1993년)
- 《'93 마지막 축제》(12월 23일 ~ 12월 29일)
- 환경보전 콘서트 93 내일은 늦으리 참가, '상실' 발표

#### 3집(1994~1995년)
- 《'94 여름 새로운 도전》3집 컴백콘서트(8월 13일 ~ 8월 15일)
- 《'95 다른 하늘이 열리고》(1월 11일 ~ 1월 16일)
- 환경보전 콘서트 94 내일은 늦으리 참가

#### 4집(1995년)
- 《‘필승’ 게릴라 콘서트》[주 3]
- 환경보전 콘서트 95 내일은 늦으리 참가

#### 6집(2000년)
- 《0909 서태지》, 6집 컴백콘서트 펜싱경기장(9월 9일)
- InEmpire Super Concert 참가, 잠실 올림픽 주경기장(9월 16일)
- TTL CONCERT 2000 참가, 잠실 올림픽 주경기장(10월 15일)
- 《잠실 세계평화 음악회》 참가, 잠실 올림픽 주경기장(10월 19일)
- 《2000-2001 태지의 話》 전국투어 콘서트, KBS 88체육관 외 10회(12월 23일 ~ 2001년 1월 17일)
- 《2000-2001 태지의 話 앵콜》, 올림픽체조경기장(2001년 2월 3일)

#### 6집공백기(2001~2002년)
- 2001 Summer Sonic Rock Festival 참가, 일본 오사카, 도쿄(8월 18일 ~ 8월 19일)
- 1011 ETPFEST(韓-日연계 위성콘서트), 잠실 보조경기장(10월 11일)
- 2002 ETPFEST 전야제, 잠실 주경기장 - 10월 25일 (라인업: 스키조, 트랜스픽션, 넬, 45 RPM)
- 2002 ETPFEST, 잠실 보조경기장 - 10월 26일 (라인업: 리쌍, 피아, 디아블로, YG패밀리, 도프헤즈, 라이즈, 스크레이프, 히데 영상공연, Tommy Lee, 서태지)

#### 7집(2004년)
- '04 Live Wire 7집 컴백콘서트, 올림픽 체조경기장 - 1월 29일 ~ 2월 1일 (게스트: 콘, 피어팩토리, 넬, 피아)
- Seotaiji Live concert in Vladivostok, 러시아 블라디보스토크(5월 8일)
- Zero 2004 전국투어 콘서트, KBS 88체육관 외 10회(6월 18일 ~ 7월 9일)
- Zero 2004 앵콜, 잠실체육관(7월 11일)
- 2004 ETPFEST, 잠실 주경기장 - 8월 10일(라인업: 서태지, 검엑스, 피아, 페즈, 지브라헤드, 후바스 탱크, 크리스토퍼 테일러 밴드)

#### 7집공백기(2007년)
- 《서태지 15주년 기념 콘서트》, KBS88체육관, 서태지는 불참, 빅뱅은 불참하는 대신 영상으로 참여 - 12월 1일 (라인업: 넬, 나윤권, 에픽하이, 피아, 스윗 소로우, 트랜스픽션, 바닐라유니티, 45rpm, 앤썸, TIP Crew, 임백천, 호란, 윤진서, 유세윤)

#### 8집(2008 ~ 2009년)
- 《‘틱탁’ 게릴라콘서트》8집 컴백기념, COEX 피아노광장(8월 1일)

- 2008 ETPFEST 전야제, 잠실 주경기장 - 8월 14일 (라인업: 선데이브런치, 스위밍 피쉬, 닥터코어911, 슈가도넛, 트랜스픽션, 스키조, 크라잉넛, 에픽 하이, Daishi Dance, 클래지콰이, 신이치 오사와)
- 2008 ETPFEST, 잠실 야구경기장 - 8월 15일(라인업: 야마아라시, 바닐라유니티, 디아블로, Death cab for cutie, 피아, Monky Majik, 맥시멈 더 호르몬, Dragon Ash, The Used, 서태지, Marilyn Manson)
- The Great 2008 Seotaiji Symphony With Tolga Kashif Royal Philharmonic, 상암 월드컵경기장(9월 27일)
- Seotaiji Symphony Encore With Tolga Kashif 앵콜, 잠실 실내체육관(12월 7일)
- 《‘쫄핑크’게릴라콘서트》SBS가요대전 사전녹화, 명동 우리은행 사거리(12월 22일)
- 《Adieu 2008 쫄핑크파티 with 태지》, 하얏트 호텔 그랜드볼룸(12월 31일)
- 《2009 서태지 싱글2 발매기념 WORMHOLE》, 올림픽 홀 - 3월 14일 ~ 3월 15일 (게스트: 요조, 검엑스, 장기하, 피아)
- 2009 ‘The Möbius’ 전국투어 콘서트, 용산 전쟁기념관 외 9회 - 6월 13일 ~ 7월 25일 (게스트: 바세린, 피아, 뷰렛 등 다수)
- 2009 ETPFEST, 잠실 보조경기장 - 8월 15일(라인업: FADE, 검엑스, 피아, Boom Boom Satellites, KEANE, Limp Bizkit, NIN, 서태지) ※ETPFEST#라인업(2009년 ETPFEST) 참조
- 2009 ‘The Möbius’ 앵콜, 잠실 체조경기장(8월 29일 ~ 8월 30일)

#### 9집(2014년)
- 《서태지 9집 컴백 콘서트:크리스말로윈》, 잠실 올림픽주경기장(10월 18일)
- 《2014-2015 서태지밴드 전국 투어 콰이어트 나이트(Quiet Night)》, 올림픽공원 체조경기장 외 4회 (12월 30일 ~ 2015년 2월 7일)

#### 9집공백기 (2015년)
- 《펜타포트 락 페스티벌》참가, 인천 송도국제도시 달빛축제공원 (8월 8일)

### 2. 방송
1집 (1992년)
1집은 다른 활동기간보다 예능 프로그램의 출연 빈도가 높고, 특히 단발성 출연이 대다수이다.
주말에는 방송 3사 프로그램에 모두 서태지와 아이들이 등장할 정도로 '소비'되었다.
- MBC, 《인간시대》 (7월 20일[깨진 링크(과거 내용 찾기)])
- MBC, 《일요일 일요일 밤에》,〈일요스타앨범〉(콩트 '죽은 시인의 사회', '몰래카메라-어떤 뮤직비디오')[14]
- KBS, 《한바탕 웃음으로》, 〈총각파티〉 《토요대행진》,《지구촌 영상음악》,《청춘스케치》

2집 (1993년)
- MBC, 《일요일 일요일 밤에》, 〈댄싱히어로〉
- KBS 《내일은 늦으리》,《달려라 고고》,《가요톱10》,《연예가 중계》

3집 (1994년)
- KBS, 《지구촌 영상음악》
- MBC, 《스타 쇼》
- MBC, 《TV칼럼 세계인이 됩시다》(3회 동안 출연)
- MBC, 《일요일 일요일 밤에》, 〈트로이카 탕탕탕〉
- MBC, 《토요일 토요일은 즐거워》(8월 27일)

4집 (1995년)
- MBC, 《일요일 일요일 밤에》, 〈송년 특집 폭소 이벤트〉(12월 31일)
- KBS1TV, 《빅쇼》, 〈서태지와 아이들, 김종서 시대교감〉
- SBS, 《전파왕국》(10월 22일)
- KBS2TV 《슈퍼선데이》(10월 15일)

6집 (2000년)
6집 솔로 활동부터는 주로 MBC를 통해 컴백 스페셜 등을 출연했으며, 각종 음악 프로그램은 사전녹화 방식으로 방영되었다.
- MBC, 《컴백 스페셜 - 서.태.지》(9월 9일)
- m.net, 《컴백 기자회견》(9월 14일)
- MBC, 《음악캠프》(10월 21일 · 11월 18일)
- 인터넷생방송, 《아주 특별한 만남》(11월 24일)

6집 공백기(2001년 ~ 2003년)
- ETN, 《서태지 10주년 스페셜 - 서태지 포에버》 (4월 1일)
- SBS, 《한밤의 TV연예》 (10월 10일)
- KMTV 《특집 - 10월의 전설, 서태지》 (10월 16일)
- MBC 《2002 ETPFEST 라이브 실황》 (10월 27일)

7집 (2004년)
- MBC, 《서태지 20040129》(1월 29일)
- SBS, 《인기가요》(3월 13일)
- SBS, 《최수종 쇼 - 서태지 스페셜》(3월 16일)
- MBC FM4U 《배철수의 음악캠프》(4월 16일)
- KBS 쿨FM 《이본의 볼륨을 높여요》(4월 26일)
- MBC, 《서태지 러시아 콘서트》(5월 23일)
- KBS, 《교감 서태지 콘서트》(11월 19일)

7집 공백기 (2007년)
- M-net, 《서태지 15주년 기념 콘서트》 (2007년 12월 25일)

8집 (2008년 ~ 2009년)
첫 번째 싱글 (2008년)
- MBC, 《북공고 1학년 1반 25번 서태지》(8월 6일)
- MBC, 서태지 ETP FEST 2008(8월 26일)
- SBS 파워FM 《이적의 텐텐클럽》(10월 1일)
- MBC, 《2008 서태지 심포니》(10월 24일)
- SBS, 《인기가요》(11월 30일)
- MBC, 《쇼! 음악중심》(12월 6일)
- MBC Every1, 《신해철의 스페셜 에디션》(12월 13일 · 12월 20일 ※참고로 방송일은 실제 시간을 기준으로 함.)
- SBS, 《SBS 가요대전》(12월 29일)

두 번째 싱글 (2009년)
- MBC, 《쇼! 음악중심》(3월 21일)
- SBS, 《인기가요》(3월 29일)
- MBC FM4U 《배철수의 음악캠프》 (4월 3일)
- SBS, 《인기가요》(4월 5일)
- MNET, M! Countdown(4월 9일)
- MNET, The Story of Secret(4월 23일)
- SBS, 서태지 ETP FEST 2009(10월 3일)

9집 (2014년 ~ 2015년)
- KBS2, 《해피투게더》(10월 9일)
- JTBC, 《뉴스룸》(10월 20일)
- Mnet, 《슈퍼스타K 6》(10월 24일)
- KBS2, 《유희열의 스케치북》(10월 31일)
- MBC, 《무한도전》(11월 8일)
- Mnet, 《M Countdown》(11월 13일)
- Mnet, 《MAMA》(12월 3일)
- SBS, 《가요대전》(12월 21일)
- KBS1, 《명견만리》(3월 26일)

### 광고
- 2000년 LS네트웍스 프로스펙스
- 2003년 KT FIMM
- 2004년 현대역사(주) 스페이스 9
- 2008년 KT SHOW
- 2008년 한국지엠 토스카 프리미엄6
- 2017년 롯데카드

## 평가

### 뮤직비디오의 활성화
1980년대 초반 미국의 MTV가 개국하면서, 음악문화에서 뮤직비디오란 새로운 장르가 한 부분으로 자리잡기 시작했다. 그리고 10년이 지난 한국에서는 날로 발전하는 미국의 뮤직비디오 문화와 비교하면 뮤직비디오란 개념조차 확립되지 않은 노래방에서 사용하는 영상음악만이 존재했다. 방송과 가수들은 음악의 한 문화로서 뮤직비디오에 대한 필요성을 느끼지 못했으며, 그것을 어떻게 활용할지에 대한 개념도 미비했다.
하지만, 서태지는 이 뮤직비디오를 자신의 음악에서 표현의 한 도구로 삼았다. 방송에서 적극적으로 뮤직비디오를 활용했으며, 당시 한국의 촬영기술은 미비했지만 이제는 영상음악이 아닌 그 구성에서 미국의 뮤직비디오와 같은 수준의 완성도 높은 뮤직비디오를 만들어냈다.

### 기획사와 가수 관계의 재정립
가요계에서 기획사 시스템은 가수 개인의 의사나 희망보다는 매니저와 기획사의 요구에 따라야 하는 불합리한 제도였다. 서태지 역시 데뷔 당시 이 악습에서 예외일 수는 없었다. 자신이 만든 음악을 대중에게 알리기 위해 마스터 테이프를 들고 기획사들을 전전했고, 기획자 유대영을 만나 앨범 제작과 방송 데뷔를 할 수 있었다. 데뷔 후 서태지와 아이들은 큰 인기를 누렸고, 기획사는 최대한 많은 이익을 위해 엄청난 스케줄을 요구하였다. 훗날 서태지는 이때 음악을 만들 시간이 너무나 적어서 물질적, 정신적으로 모두 힘들었고, 이것이 팀 해체의 한 원인이었다고 고백하였다.
데뷔 3개월 후 서태지는 결국 매니저와 결별 선언했다. 이때부터 서태지는 지금까지 본인의 모든 스케줄 및 관리를 자신이 직접 하기 시작했고, 이후 요요기획을 설립하여 기획사와 매니저에 가수가 고용되어 있는 시스템이 아니라 가수가 기획사와 매니저를 고용하고 관리하는 시스템을 도입했다.
현재도 서태지는 특정 기획사 소속 아티스트가 아닌 자신만의 기획사 ‘서태지 컴퍼니’를 차려 활동하고 있다.

### 저작권·초상권개념의 확립
1990년대 초까지 저작권, 초상권이라는 단어는 낯설게 느껴졌다. 그러나 1992년 9월 국내 비디오 산업의 저작권 분쟁인 서태지와 아이들의 뮤직비디오 판권 소송으로 그 존재를 드러냈다. 이 사건의 출발은 전 매니저와 결별을 하기 전 서태지와 아이들의 뮤직비디오 판권을 놓고 매니저가 서태지의 동의 없이 한 비디오 제작자와 판권 계약을 했던 일에서 출발했다. 서태지는 서태지 대로 자신이 고른 제작 회사와 판권 계약을 마친 상태였지만 이 때문에 동시에 두 곳에서 서태지와 아이들의 뮤직비디오가 발매되는 상황이 벌어졌고, 이 외에도 몇몇 프로덕션에서 불법으로 뮤직비디오를 제작해 이미 시판을 하고 있었다. 이런 상황에서 서태지는 이들을 고소하고, 뮤직비디오에 대한 저작권을 들어 서태지는 이들과의 싸움에서 끝내 이겼다.
이와 더불어 시중에는 이미 불법 영상집들과 나이 어린 학생들을 대상으로 하는 상품들에 서태지와 아이들의 사진이 불법으로 인쇄되어 싸구려 상술의 일환으로 팔리고 있었다. 이들에 대해서도 서태지는 초상권이라는 당시로서는 정말 생소했던 개념을 들어 철저히 대응해 나갔다.
서태지는 예전부터 아티스트가 기획사나 음반저작권협회로부터 독립되어야 한다는 생각을 개진한 바 있으며, 이에 따라 스스로 독립 기획사를 차려 활동 중이며, 2006년부터는 음악저작권협회를 상대로 저작권료 반환 소송을 진행 중이다.

### 새로운 패션 문화의 창조
서태지는 거리패션에 많은 영향을 미치면서 1990년대 패션유행을 선도했다. 1집 〈난 알아요〉에서는 밝은 랩댄스곡에 어울리도록 상표를 떼지 않은 원색 의상과 컬러풀한 티셔츠를 착용한 스쿨룩 패션을 선보였고 2집 〈하여가〉에서는 새로운 장르인 레게와 힙합에 맞춰 힙합바지와 레게머리를 했다. 힙합바지는 방송불가 판정을 받아 다른 스타일로 금세 바꿔야 했지만, 레게머리는 청소년층에 많은 인기를 끌었다. 특히 2000년에 서태지가 귀국할 때 입고 들어온 삼지창 흑백무늬의 옷은 명절 전후 경향의 옷가게에서 날개 돋친 듯 팔리고 있었다.
서태지 패션이 이렇게 인기를 끌게 된 데에는 남녀를 가리지 않고 입을 수 있는 유니섹스 디자인이라는 점과 비만 등으로 열등감을 갖기 쉬운 몸매를 드러내지 않아 몸매에 민감한 젊은 세대들에 영향을 끼치는 등의 사회적 요인 또한 작용하였다는 시각도 존재했다.

### 서태지 신드롬
서태지는 90년대 이후 한국 대중문화에 있어서 빼놓을 수 없는 인물이다. 데뷔 이후 신세대들에게 받은 열광적인 지지와 영향력은 기존 기성세대들에게는 새로운 충격이었다. 언론들은 '왜 하필 서태지인가?'에 대한 이유를 찾기 위해 서적·시사프로그램 등 다양한 방법들로 '서태지 신드롬'에 대하여 분석하였다.

#### 시사 프로그램
1집(1992년)
- 문화방송, 《시사매거진 2580》, 〈감각시대의 서태지〉

2집(1993년)
- 문화방송, 《집중보고 오늘》
- 한국방송, 《시청자 여러분을 초대합니다》

3집(1994년)
- 한국방송, 《추적 60분》, 〈서태지와 악마소동〉

4집(1995년)
- 한국방송, 《추적 60분》, 〈집중분석! 서태지와 아이들〉(12월 17일)

6집(2000년)
- SBS, 《그것이 알고 싶다》, 〈서태지 신드롬〉(9월 16일)

8집 (2008년)
- XTM, 《백지연의 끝장토론》, 〈서태지, 문화대통령인가 vs 비즈니스맨인가〉(8월 8일)

#### 관련 서적
서태지를 분석한 서적들은 4집 이후 본격적으로 발행됐다. 공식 은퇴를 선언한 1996년 1월 31일 이후 2000년 컴백 이전까지 서적 출간이 집중적으로 이뤄졌다.
가사집, 화보, 악보집, 위인전, 대중가요사 관련 서적 등은 목록에서 제외됐다.
서태지와 아이들 시기 (~1996.1)
- 이동연, 《새로운 유토피아를 꿈꾸며》, 겨레, 1995, ISBN 9788980130054
- 권오흥, 《나는 서태지와 아이들을 듣는다》, 정보게이트, 1995, ISBN 9788981610012
- 강명석 외, 《서태지를 읽으면 문화가 보인다》, 한솔미디어, 1995, ISBN 9788985656535
- 이영미, 《서태지와 꽃다지 : 대중문화시대 예술의 길 찾기》, 한울, 1995, ISBN 9788946022997

서태지와 아이들 은퇴 이후, 5집 발매 이전(1996.2~1998.7)
- 이건, 《보이는 길 밖에도 세상은 있다》, 하성우디자인연구소, 1996, ISBN 9788986799019
- 신현암, 《 「서태지와 아이들」과 기업경영》, 삼성경제연구소, 1997[27]
- 구자형, 《우리들의 젊은 대통령》, 오상출판사, 1997, ISBN 9788979530537
- 강명석 외, 《'서태지와 아이들' 그리고 아무도 없는가?!》, 프리미엄북스, 1997, ISBN 9788986145335
- 송미옥, 《서태지 1989~1998》, 서태지문화사랑회, 1998

서태지 5집 발매 이후, 6집 발매 이전(1998.7~2000.8)
- 이상희, 《'서태지' 나는 내가 원하는 모든 것을 가질 권리가 있다》, 자음과모음, 1999, ISBN 9788987724478
- 이동조 외, 《DJ(김대중) TJ(서태지) 닮은꼴 10가지》, 선학사, 1999, ISBN 9788980720514
- 김현섭, 《서태지 담론》, 세훈문화사, 1999, ISBN 9788986660333
- 이동연, 《서태지는 우리에게 무엇이었나》, 문화과학사, 1999, ISBN 9788986598032
- 최진열, 《태지 주노 양군과 함께 한 1036일》, 명상, 1999, ISBN 9788972320784

서태지 6집 발매이후(2000.9~)
- 김진성, 《서태지맨이야》, 번양사, 2000, ISBN 9788974510404
- 김현섭, 《서태지 담론》, 책이있는마을, 2001, ISBN 9788988086650
- 정봉재, 《YO-일천구백구십이년 학원댄스로망》, 글로연, 2011, ISBN 978-89-92704-29-8

## 수상

### 가요 프로그램 1위
| 연도            | 수상 내역 (총 8회) |
| --------------- | --- |
| 2000년 (총 3회) | - 울트라맨이야 (총 3회) - 10월 7일 MBC 《음악캠프》 1위 - 10월 14일 MBC 《음악캠프》 1위 - 10월 21일 MBC 《음악캠프》 1위 (3주 연속, King of the Camp)                         |
| 2004년 (총 3회) | - 로보트 (총 3회) - 4월 2일 M.net 《엠넷차트(엠카운트다운 전신)》 1위 - 4월 9일 M.net 《엠넷차트(엠카운트다운 전신)》 1위 - 4월 16일 M.net 《엠넷차트(엠카운트다운 전신)》 1위 |
| 2008년 (총 1회) | - Moai (총 1회) - 8월 29일 KBS 《뮤직뱅크》 K-Chart 1위 |
| 2014년 (총 1회) | - 소격동 (서태지 X 아이유) (총 1회) - 10월 19일 SBS 《인기가요》 1위 |

## 기타

### 예명
- '유토피아를 꿈꾸며 內 대담'에서 《서태지 예명 인터뷰》 중

제가 일단 이름을 과격하게 짓고 싶었어요. 오래 기억에 남을 수 있는 인상적인 이름을 짓고 싶었고, 거꾸로 이름같지 않은 이름을 짓고도 싶었어요. 아까 말한 것은 관계가 없고요, 그냥 제가 좋아하는 글자가 ‘태’ 자와 ‘지’ 자인데, 그렇잖아요. 보통 남의 이름 중에서 좋은 글자 있으면, 한 번 써 보고 싶어 하잖아요. 그래서 ‘태’ 자와 ‘지’ 자를 합성해서 이름을 지었고요. 성은 여러개를 붙여 봤는데, 그 중에서 ‘서’ 자가 제일 잘 어울리더라구요. 그래서 아무 뜻도 없이 ‘서태지’라고 지었죠.
— 서태지, '유토피아를 꿈꾸며 內 대담 인터뷰' 중

- 원래 서태지의 한자 이름은 없으나, 중국어권에서는 쉬 타이 즈(중국어: 徐太志, 병음: xú tai zhì)로 통용되고 있다.

### 일명 "서태지 자퇴서"
서태지는 일명 '서태지의 자퇴서'가 인터넷에 떠도는 것에 대해 그 글은 자신이 쓴 것이 아니며, 언론에 보도된 것은 오보라고 밝혔다.

### 병역
서태지는 병역이 면제되었다. 이 일로 인해 세간에는 서태지가 성격장애로 병역이 면제된 것으로 잘못 알려졌으나 실제 서태지가 병역이 면제된 사유는 위천공이다. 위천공은 서태지의 가족력이며 실제로도 서태지의 6촌형인 신해철이 이 사유로 사망했다.

### 신비주의
신비주의는 서태지를 수식하는 대표적인 표현 중 하나이다. 이에 대해 서태지는 "내가 본래 내성적인 성격이기 때문에 TV 출연 등을 잘 하지 않는다. 다만, 가수로서 해야 할 기본적인 음반 제작, 공연은 꾸준히 하는데 평소에 볼 수 없기 때문에 신비주의라고 하는 것 같다."라고 말했다.

### 신해철과의 친척관계
신해철이 진행을 맡은 MBC 에브리원의 《스페셜 에디션》에서 서태지는 자신과 신해철이 6촌 친척 관계임을 밝혔다. 이 사실은 서태지가 처음 데뷔했을 때 알려졌으나, 이후 신해철과 둘이 같이 방송 출연을 하지 않으면서 잊혀졌다가 해당 방송을 통해 다시 알려진 것이다. 방송에서 서태지와 신해철은 실제로는 같이 스키장을 다니는 등 개인적으로 각별하고 친근한 사이임을 과시했다. 한편 2014년 10월 24일 서태지 곡 리메이크 미션으로 치루어진 엠넷 《슈퍼스타K 6》 생방송에 출연한 자리에서, 심장 정지로 의식을 잃고 병상에 누워있는 신해철의 쾌유를 빌며 눈물을 보였다. 하지만 신해철은 2014년 10월 27일 사망하였고, 서태지는 이를 언급하며 다음과 같이 본인의 공식 사이트에 추도문을 직접 올렸다.

그는 음악인으로서 저에게 커다란 산과 같은 존재였습니다.
순수한 영혼과 진실된 의지로 우리를 일깨워준 진짜 음악인이었습니다.
아무 말하지 않아도 조용히 다가와 어깨를 다독여 주던 맘 좋고 따뜻한 형이었습니다.
많은 분들이 신해철이라는 커다란 이름을..
우리의 젊은 날에 많은 추억과 아름다운 음악을 선물해준 그 멋진 이름을 기억해주실 겁니다.
항상 최고의 음악 들려주어 고맙다는
그래서 형이 너무 멋지다는 말을 차마 다 못한 것 같아서 안타깝습니다.
부디 좋은 곳에서 그리고 모두의 마음속에서 영원히 노래해주세요.

그리고, 같은 달 31일 치러진 발인식 및 영결식에서 서태지는 추도사를 낭독하였다.

### 15주년 기념앨범 파동과 1 ~ 7집 리마스터링판 재발매
《15주년 기념앨범 - [&] Seotaiji 15th Anniversary》가 2007년 11월 29일 발매를 앞두고 11월 초 예약판매를 시작하였는데 9만 5천원의 고가에도 조기에 품절되는 현상이 일어났다. 1만 5천장 한정판인 탓에 모든 인터넷 음반구매사이트의 예약이 폭주하였다.
마지막까지 남아있던 ETP Shop 판매물량도 홈페이지 접속자 폭주로 서버가 다운되어 판매가 취소되는 사태가 발생하였으며 결국 추첨으로 판매하게 되었다.
또한, 앨범발매 취지와는 다르게 인터넷상에서 20만 원 이상의 고가의 가격으로 불공정 거래가 발생하였고 앨범판매 사기사건까지 발생하게 되었다. 또한, 일부 팬들이 한정판임에도 감상용, 소장용으로 이중구매를 하는 경우도 있어 많은 팬들이 앨범 구매에 어려움을 겪기도 하였다.
앨범 조기품절 이후 일반판 발매를 둘러싸고 팬들 간에 갈등이 일어나는 등 적지 않은 문제점들이 발생하여 결국 서태지컴퍼니 측에서 15주년 기념음반의 음원이 모두 수록된 1~7집 리마스터링판 재발매를 결정하게 되었다.
2009년 4월 3일 서태지와 아이들 1집과 서태지와 아이들 2집, 2009년 5월 22일 서태지와 아이들 3집과 서태지와 아이들 4집을 재발매했다. 2009년 9월 29일에는 5집이자 첫 솔로 앨범인 Seo Tai Ji가 재발매되었으며, 2009년 10월 29일에는 6집인 Seo Tai Ji 6가 재발매되었다. 빼빼로데이이기도 한 11월 11일에는 감성코어인 7집 Seotaiji 7th Issue가 재발매되었다.

### 서태지 매니아
서태지는 공식 팬클럽을 두지 않는다. 서태지 팬들은 일반적으로 서태지 매니아로 통칭되고, 서태지닷컴 공식 홈페이지를 중심으로 활동하고 있으며, 자생적인 다양한 온라인 커뮤니티들을 통하여 주로 소통한다. 서태지 매니아들은 어느 사회문화단체 못지않게 대중문화 및 사회이슈에 관심이 있고 적극적으로 의사표현을 하는 등 다양한 활동을 진행해 오고 있다.
1996년 사전심의제도 폐지 이후, 음악순위제 폐지운동, 저작권 지키기 등 음악 소비자로서의 권리를 찾는 운동을 활발히 해왔다.

### 이지아와의 혼인 사실 관련 공방
2011년 4월 21일 이지아와 서태지의 결혼 사실이 언론 보도를 통해 세간에 알려졌다. 이지아는 변호사 4명을 선임, 서태지를 상대로 위자료 및 재산분할청구 거짓 소송을 벌였다. 4월 30일 서태지가 직접 입장 표명을 한 뒤 이지아는 소송을 취하했으나 5월 17일 서태지가 소취하 거부를 선언하자, 7월 29일 향후 소송, 신청, 진정, 고소, 고발 기타 일체의 가사 및 민·형사상 책임을 묻거나 문제를 제기하는 행위를 하지 않기로 했으며, 어느 일방이 혼인생활을 위주로 한 출판을 하는 경우 위반한 자는 상대방에게 위약금 2억원을 지급한다는 합의를 통해 이 소송은 취하되었으며, 2006년 1월 23일, 이지아는 미국 로스엔젤레스 상급법원에 서태지를 상대로 한 이혼 청구를 했다. 서태지컴퍼니에 따르면, '이에 8월 9일부로 양측의 부부관계는 법적으로 종결됐다'라고 밝혔다. 이지아가 무려 먼저 시작한 소송이었고, 폭로가 목적이었다면 무리한 소송인 줄 알지만 알리고 싶었다고 하는 것이 맞지만 가능한 줄 알았다는 이해할 수 없는 주장을 하며 돌아가는 상황에 따라 주장이 바뀌는 사기 소송이었다. 이지아와 서태지의 혼인 사실은 큰 사회적 파장을 가져왔으며, 주요 방송 뉴스에서도 이 내용을 중요하게 다뤘고, 연예인들의 공인논란에 대해 다시 한번 열띤 토론이 이어졌다.

이지아 부친의 사기행각
흔히 이지아의 리스크는 그녀의 조부인 것으로 알고 있는데 사실 조부보다 더 큰 리스크는 그의 부친이다. 부친 김O영은 희대의 난봉꾼이자 사기꾼으로 알려져 있다.
일례로 김O영은 결혼 초 당대 최고의 모델이었던 Y모씨와 바람이 나서 임신중절 수술을 시켰는데 수술비를 집사람 몰래 마련하기 위해 작은 형으로부터 돈을 빌렸다고 한다. 물론 안 갚았다고 한다. Y모씨는 이후 국내 최고의 액션 배우 중 한 명인 N모씨와 결혼했는데 김O영은 몇 년 후 친구들과의 술자리에서 "N모씨가 아무리 검도의 달인이라고 해도 막싸움에서는 나를 못 이기지"라며 허풍을 떨었다고 한다. 이 말을 들은 김씨 친구들은 모두 "Y모씨의 남편이 그 사실을 몰랐기에 망정이지 만약 알았다면 김O영은 뼈도 못 추렸을 것"이라며 모두 김O영을 걱정했다고 한다.
김O영은 실제로는 겁이 많고 싸움도 잘 못했다고 한다. 싸울 때에도 우산이나 소주병 같은 물건에 의존해서 했지 주먹으로 맞짱을 뜬 적은 한번도 없었다고 한다. 김O영은 Y모씨 외에도 여러 명의 여성들과 염문, 아니 추문에 휘말렸는데 그래도 미모로는 Y모씨가 단연 군계일학이었다고 지인들은 전한다.
김O영의 사기 수법은 매우 단순하다고 한다. 부친 김순흥의 토지를 미끼 삼아서 돈을 빌리고 안 갚는 것이다. 김O영은 친일파로 알려진 부친 김순흥으로부터 상속 받은 토지의 개발권을 주겠다며 여러 사람들로부터 수십억 원을 빌리고 갚지 않았다고 한다. 이런 경우 보통은 다른 사람으로부터 새로 돈을 빌려 이전에 빌린 사람의 돈을 돌려막기 하는 게 일반적인데 김O영은 그런 것이 전혀 없었다. 빌린 돈은 절대로 갚지 않는 게 김씨의 철칙이었다고 한다.
그런데 사실 부친 김순흥으로부터 상속 받은 토지는 김O영 본인이 단독으로 상속 받은 토지가 아니라 다른 형, 누나들과 공동으로 상속 받은 토지이다. 그런데 이에 대해 마치 자기 단독 소유인 것처럼 여기저기서 돈을 빌려썼다고 한다. 설상가상으로 동일한 토지의 개발권을 주겠다며 복수의 지인들로부터 돈을 빌리기도 했다. 물론 모두에게 단 한 푼도 안 갚았다고 한다. 그런 면에서는 참 공평하다.
김O영으로부터 큰 사기를 당한 지인 중에는 그와 가장 친한 친구인 오OO도 있다. 오씨는 김O영으로부터 받지 못한 돈이 수억 원에 이르는데 현재 암 투병 중이다. 오씨에 대해 김O영은 종종 지인들에게 "오OO이 오늘 내일 하는데 내가 미쳤다고 그 돈을 갚느냐"며 우정보다 돈이 소중한 본인의 인생 철학을 여러 차례 피력했다고 한다.
오씨에 따르면 김O영은 자기 형과 누나들에 대해 좋지 않은 얘기를 종종 하고 다녔다고 한다. 큰 형에 대해서는 "타고난 사기꾼"이라고 욕하고 다녔지만 실제로는 그 형으로부터 사기 수법을 전수 받기 위해 큰 형의 심부름을 도맡아 했다고 한다. 한 마디로 OJT를 받은 것이다. 큰 누나에 대해서는 "돈에 환장한 미친X"이라고 욕하고 다녔지만 정작 본인이 급할 때에는 큰 누나를 가장 먼저 찾았다고 한다. 그런데 큰 누나는 말로만 위로해줬지 실제로 돈을 준 적은 한번도 없었다고 한다. 그 외 다른 형, 누나들에 대해서는 "다들 멍청해서 언급할 가치조차 없다"고 했다고 오씨는 전한다.

### 이은성과의 결혼
서태지는 2008년 《BERMUDA(Triangle)》 뮤직비디오의 히로인으로 낙점 된 여배우 이은성과 첫 인연을 맺었다. 서태지는 이전에 김종서가 출연했던 SBS 드라마 《행복합니다》를 통해 이은성에게 호감을 갖고 있었고, 이은성도 서태지에 좋은 감정을 갖게 되면서 두 사람은 16세의 나이차이를 뛰어 넘어 2009년부터 연인 관계로 발전하게 되었다. 2013년 5월 15일 서태지는 이은성과 결혼을 발표해 화제를 모았고, 결혼 1년 3개월여만인 2014년 8월 27일에 첫 딸을 얻었다. 현재 이은성은 연예계 활동을 전면 중단하고 살림과 육아에만 전념하고 있다.

## 가족 관계
- 종조부 : 정희석(鄭熙錫, 1917 ~ 2002, 前 연세대 음대 학장)[50]
- 배우자 : 이은성(1988년 8월 8일 ~ ) - 2013년 결혼
  - 딸 : 정담 (2014년 8월 27일 ~ )
- 외종육촌 : 신해철 (1968년 5월 6일 ~ 2014년 10월 27일)

### 내용주
1. ↑  실제로는 일정이 미리 알려져 ‘필승’ 때와 같은 게릴라 콘서트가 되지는 못했다.
2. ↑  1집 당시에도 서태지가 스케줄 관리 매니저를 고용한 것이기 때문에 결별할 수 있었다.
3. ↑  정규 콘서트는 아니지만, 필승 뮤직비디오 촬영차 압구정, 삼성동 등을 돌며 한국 최초의 게릴라 콘서트를 기획·진행했다.
4. ↑  언론에 의해서 붙여진 '문화대통령'이라는 별명은 그 파급력을 잘 표현해 준다.
5. ↑  정확한 서술을 하자면, 의료 사고로 인한 사망이다.

### 참조주
1. ↑  최유식 (1994년 1월 12일). “(돋보기) 그룹 서태지와 아이들 사진 무단광고 손배訴”. 경향신문. 23면.
2. ↑  Cho, Chung-un (2012년 3월 23일). “K-pop still feels impact of Seo Taiji & Boys”. 《The Korea Herald》. 2013년 5월 18일에 확인함.
3. ↑  Cho, Chung-un (2012년 3월 23일). “K-pop before and after Seo Taiji & Boys”. 《The Korea Herald》. 2013년 5월 18일에 확인함.
4. ↑  최규성 (2005년 1월 12일). “[추억의 LP 여행] <서태지와 아이들> 서태지上”. 주간한국.
5. ↑  https://entertain.naver.com/read?oid=005&aid=0000099269 서태지 데뷔10주년 ‘다시보기’ 열기],《국민일보》, 2002년 4월 2일
6. ↑  <채널 톱>돌아온 서태지 일본생활등 첫 공개, 《문화일보》, 2004년 1월 28일
7. ↑  가수 서태지 美영주권 포기, 《경향신문》, 2004년 1월 20일
8. ↑  서태지 8집 10만장 소진, 5만장 추가 제작 《뉴스엔》 2008년 7월 31일 보도
9. ↑  돌아온 서태지, 역사는 아직 끝나지 않았다 OSEN 2008-08-04
10. ↑  홍재현 (2009년 1월 6일). “서태지, 바자회 수익금 청각장애우에 전액 기부”. 스포츠동아. 2015년 2월 8일에 원본 문서에서 보존된 문서.
11. ↑  서태지 심포니 실황, 韓뮤지션 공연 중 국내 최초 극장상영 - 아시아경제
12. ↑  서태지 라이브투어 ‘더 뫼비우스’ 팬들 성원 속 연장상영 결정 - 뉴스엔
13. ↑  반주 버전
14. ↑  경향신문 1992년 7월 19일
15. ↑  케빈 레인컬러 역, 《브랜드 매니지먼트》, 140쪽
16. ↑  예하미디어, 《요점 영화로 생각하기》 제10장 서태지와 아이들 굿바이 뮤직 비디오:대중음악
17. ↑  """ 한국의 음악감독들 보관됨 2004-12-16 - 웨이백 머신 태지매니아
18. ↑  
[영상문화의 이해]영상문화의 이해 - 서태지와 뮤직비디오 2005년 4월
19. ↑  “"일 공연비디오 무허판매" - 서태지 반포금지 신청(색연필)”. 조선일보. 1992년 11월 4일. 23면.[깨진 링크(과거 내용 찾기)]
20. ↑  이용연 (1994년 4월 9일). “서태지와 아이들 손배소 - 곡목착오 비디오사 상대(색연필)”. 조선일보. 31면.[깨진 링크(과거 내용 찾기)]
21. ↑  서태지 9천만원 소송(색연필)[깨진 링크(과거 내용 찾기)] 조선일보, 1994.01.12
22. ↑  "닮은꼴인형 무허가 시판"[깨진 링크(과거 내용 찾기)] 조선일보, 1994.07.27
23. ↑  손에 잡히는 뉴스 눈에 보이는 뉴스 - 뉴스엔
24. ↑  대중음악과 패션 - 주간한국
25. ↑  정종헌 (1993년 7월 19일). “2집앨범 하여가 돌풍”. 조선일보. 7면.[깨진 링크(과거 내용 찾기)]
26. ↑  """ 서태지 패션[깨진 링크] 조선일보, 2000.09.18
27. ↑  삼성경제연구소 (1997년 9월 10일). “「서태지와 아이들」과 기업경영”.[깨진 링크(과거 내용 찾기)]
28. ↑  1995. 2.25 - 유토피아를 꿈꾸며 內 대담 / 이동연[깨진 링크]
29. ↑  서태지, 진실 혹은 거짓…5ccc년여만에 루머에 대한 심경 고백 아시아 경제 2008-08-04
30. ↑  서태지 신해철은 '외 6촌형제' 방송서 밝혀
31. ↑  연예가25시 - 서태지 "담배 고1때 끊어"
32. ↑  서태지, '독설가' 신해철 천진난만함으로 넉다운
33. ↑  ‘슈퍼스타K6’ 서태지 “신해철, 형님답지 않게 아파…응원해달라” 울먹
34. ↑  이은정 (2014년 10월 25일). “서태지·싸이 등 신해철 병문안…"일어나라, 제발"”. 연합뉴스.
35. ↑  서태지, 故 신해철에 바치는 추도문 "산과 같은 진짜 음악인"
36. ↑  신해철 발인...서태지, 추도사 낭독하며 울먹
37. ↑  핫이슈로 떠오른 ‘사생팬’ 헤럴드 생생뉴스, 2008-10-26
38. ↑  서태지·이지아 이혼…50억대 위자료 소송 보관됨 2011-11-18 - 웨이백 머신 kbs 2011년 4월 21일
39. ↑  “서태지-이지아 ‘이혼소송’, 21세기 한국 연예계 가장 충격사건”. 매일경제 연예. 2011년 4월 21일. 2011년 12월 24일에 원본 문서에서 보존된 문서. 2011년 5월 5일에 확인함.
40. ↑  서태지는 과연 公人인가? kbs 2011년 4월 28일
41. ↑  이지아, 서태지 상대 위자료 청구소송 전격 취하 보관됨 2011-06-15 - 웨이백 머신, 《뷰스앤뉴스》, 2011년 4월 30일 작성
42. ↑  서태지, 이지아 소취하 거부, 소송재개 가능성 있어, 《노컷뉴스》, 2011년 5월 17일 작성
43. ↑  서태지-이지아 합의, 추후 일체 책임 묻지 않기로 보관됨 2014-01-10 - 웨이백 머신, 《헤럴드경제》, 2011년 7월 29일 작성
44. ↑  “'해피투게더' 서태지 이은성 첫인상, 오묘한 느낌…"이은성보다 내가 먼저 좋...”. 베리타스알바. 2014년 10월 16일. 2017년 12월 8일에 원본 문서에서 보존된 문서. 2015년 8월 30일에 확인함.
45. ↑  “서태지, 16살 연하 이은성과 결혼 발표 "2009년부터 교제"”. 오마이뉴스. 2013년 5월 15일.
46. ↑  “'해피투게더' 서태지, 이은성 만난지 2주 만에…"헉"”. 서울경제. 2014년 10월 10일. 2014년 10월 26일에 원본 문서에서 보존된 문서. 2015년 8월 30일에 확인함.
47. ↑  “서태지, 16세 연하 배우 이은성과 결혼 공식 발표 “3년 열애””. 뉴스엔. 2013년 5월 15일.
48. ↑  “‘서태지 아빠 됐다’, 이은성 27일 딸 출산…“멋진 아빠 되겠다””. 동아일보. 2014년 8월 27일. 2014년 10월 26일에 원본 문서에서 보존된 문서. 2015년 8월 30일에 확인함.
49. ↑  “'해투' 서태지, '신비주의 끝판왕' 그가 말하는 아내 그리고 딸”. 일간스포츠. 2014년 10월 10일.
50. ↑  Why, (한현우의 히든트랙) 돌아온 서태지 단독 인터뷰, 27/12/2018.